# Chantal Hagel
Chantal Hagel (Calw, Alemania; 20 de julio de 1998) es una futbolista profesional alemana. Juega como centrocampista en el Sevilla FC de la Primera División Femenina de España de España.
Es internacional con la Selección de Alemania desde 2022, con la cual ha disputado la Copa Mundial de 2023.

## Trayectoria

### Clubes
Hagel comenzó jugando fútbol en el club SV Eutingen del municipio de Eutingen im Gäu. Luego jugó en el VfL Nagold hasta 2014. Ella luego se unió al equipo juvenil B del SC Friburgo donde jugó por un año antes de ser promovida al segundo equipo del club. Tras solo una temporada fue transferida al TSG 1899 Hoffenheim. Hagel jugó en el Hoffenheim II desde 2016 hasta 2019, disputando 68 partidos y marcando 18 goles. En la temporada 2019-20 fue promovida al primer equipo. Hizo su debut en la Bundesliga el 24 de agosto de 2019 en la victoria por 4-0 contra el 1. FC Colonia ingresando en el minuto 74.
En enero de 2023, Hagel fue anunciada como nueva jugadora del VfL Wolfsburgo a partir de la temporada 2023-24.

### Selección nacional
Hagel debutó en un partido internacional con la selección mayor de Alemania el 20 de febrero de 2022 frente a Canadá durante la Arnold Clark Cup, ingresando a los 82 minutos. Tres días después volvió a ingresar como suplente en el último partido del torneo contra Inglaterra.
En julio de 2023, Hagel fue incluida en la lista de jugadoras convocadas para jugar la Copa Mundial 2023 con la selección alemana. En el primer partido de la fase de grupos contra Marruecos, Hagel ingresó a los 89 minutos. Luego sería parte de la formación titular en los encuentros frente a Colombia y Corea del Sur. El seleccionado alemán terminó en el tercer lugar del grupo y no logró clasificar a los octavos de final.